# 宮崎自動車道
宮崎自動車道（みやざきじどうしゃどう、英語: MIYAZAKI EXPWY）は、宮崎県えびの市のえびのジャンクション (JCT) で九州自動車道から分岐し、同県宮崎市に至る、延長80.7キロメートル (km) の高速道路（高速自動車国道）である。略称は宮崎道（みやざきどう）。
高速道路ナンバリングによる路線番号は、東九州自動車道（北九州JCT - 清武JCT間）とともに「E10」が割り振られている。
えびのJCTから九州自動車道の鹿児島方面が開通するまでは、九州自動車道のえびのIC - えびのJCTも宮崎自動車道として供用していた。
法令による正式な路線名は九州縦貫自動車道宮崎線である。

## インターチェンジなど
- 全区間宮崎県内に所在。
- IC番号欄の背景色が■である区間は既開通区間に存在する。
- スマートインターチェンジ (SIC) は背景色■で示す。
- バスストップ (BS) のうち、○は運用中、◆は休止・廃止、無印はBSなし。
- その他略字は、JCTはジャンクション、ICはインターチェンジ、SAはサービスエリア、PAはパーキングエリア、TBは本線料金所をそれぞれ示す。

| IC 番号                                    | 施設名       | 接続路線名                                            | 起点 から (km) | BS | 備考                    | 所在地          | 所在地 |
| ------------------------------------------ | ------------ | ----------------------------------------------------- | -------------- | -- | ----------------------- | --------------- | ------ |
| 21                                         | えびのJCT    | E3 九州自動車道                                       | 0.0            |    |                         | えびの市        |        |
| -                                          | 飯野BS       |                                                       | 7.6            | ○  |                         | えびの市        |        |
| 1                                          | 小林IC       | 県道1号小林えびの高原牧園線                           | 15.9           | ○  |                         | 小林市          |        |
| -                                          | 霧島SA       |                                                       | 18.7           |    |                         | 小林市          |        |
| 2                                          | 高原IC       | 国道221号                                             | 26.5           | ○  |                         | 西諸県郡 高原町 |        |
| -                                          | 日向高崎PA   |                                                       | 30.1           |    |                         | 都城市          |        |
| -                                          | 高崎東BS     |                                                       | 38.0           | ○  |                         | 都城市          |        |
| -                                          | 都城北BS     |                                                       | 45.8           | ○  |                         | 都城市          |        |
| 3                                          | 都城IC       | 国道10号 都城志布志道路                               | 46.9           |    |                         | 都城市          |        |
| -                                          | 高城BS       |                                                       | 50.5           | ○  |                         | 都城市          |        |
| 3-1                                        | 山之口SA/SIC | 都城市道 山之口SA南通線・北通線 国道269号（市道経由） | 51.9           |    | スマートIC併設          | 都城市          |        |
| -                                          | 天神トンネル |                                                       |                |    | 上り 1,670m 下り 1,648m | 宮崎市          |        |
| 4                                          | 田野IC       | 県道28号日南高岡線                                    | 68.0           |    |                         | 宮崎市          |        |
| -                                          | 田野東BS     |                                                       | 70.1           | ○  |                         | 宮崎市          |        |
| 4-1                                        | 清武JCT      | E10 / E78 東九州自動車道                              | 74.3           |    |                         | 宮崎市          |        |
| -                                          | 清武BS       |                                                       | 78.0           | ○  |                         | 宮崎市          |        |
| -                                          | 清武PA       |                                                       | 78.7           |    | 上り線のみ              | 宮崎市          |        |
| -                                          | 宮崎TB       | 本線料金所                                            | 79.0           |    |                         | 宮崎市          |        |
| -                                          | 清武PA       |                                                       | 79.2           |    | 下り線のみ              | 宮崎市          |        |
| 5                                          | 宮崎IC       | 国道220号（宮崎南バイパス）                           | 80.7           |    |                         | 宮崎市          |        |
| E98 一ツ葉道路南線（宮崎東環状道路）に接続 |              |                                                       |                |    |                         |                 |        |

## 歴史
| 1976 | (3月)高原IC - えびのJCT                    |
| 1977 |                                            |
| 1978 |                                            |
| 1979 |                                            |
| 1980 |                                            |
| 1981 | (3月)高原IC - 都城IC (10月)都城IC - 宮崎IC |

- 1966年（昭和41年）7月31日 : 国土開発幹線自動車道建設法の改正により九州縦貫自動車道宮崎線が追加される。
- 1967年（昭和42年）11月22日 : 高速自動車国道の路線を指定する政令の改正により九州縦貫自動車道宮崎線が高速自動車国道に指定される。
- 1976年（昭和51年）3月4日 : えびのIC/JCT - 高原IC開通。
- 1981年（昭和56年）
  - 3月17日 : 高原IC - 都城IC開通。
  - 10月29日 : 都城IC - 宮崎IC開通により全線開通。
- 2000年（平成12年）3月25日 : 清武JCT開通により東九州自動車道と接続。
- 2005年（平成17年）10月1日 : 日本道路公団民営化により西日本高速道路株式会社へ継承。
- 2011年（平成23年）
  - 1月26日〜 : 霧島山新燃岳の噴火に伴い、高原IC - 田野IC間（最大時は小林IC - 田野IC間）が通行止めになる。
  - 2月9日 : 全線が高速道路無料化社会実験の対象区間に指定される。
- 2013年（平成25年）6月11日 : 国土交通省より、山之口SAにスマートインターチェンジの追加設置が許可される[4]。
- 2016年（平成28年）9月24日 : 山之口SA内に山之口スマートICが供用開始[5]。

## 路線状況

### 車線・最高速度
| 区間                            | 車線 上下線=上り線+下り線 | 最高速度            | 最高速度              | 最高速度          |
| 区間                            | 車線 上下線=上り線+下り線 | 大型特殊 三輪・牽引 | 大型貨物 特定中型貨物 | 左記を除く車両    |
| ------------------------------- | ------------------------- | ------------------- | --------------------- | ----------------- |
| えびのJCT - 山之口SA            | 4=2+2                     | 80 km/h （法定）    | 90 km/h （法定）      | 100 km/h （法定） |
| 山之口SA - 片井野トンネル東坑口 | 4=2+2                     | 80 km/h （指定）    | 80 km/h （指定）      | 80 km/h （指定）  |
| 片井野トンネル東坑口 - 宮崎TB   | 4=2+2                     | 80 km/h （法定）    | 90 km/h （法定）      | 100 km/h （法定） |
| 宮崎TB - 宮崎IC                 | 4=2+2                     | 60 km/h （指定）    | 60 km/h （指定）      | 60 km/h （指定）  |

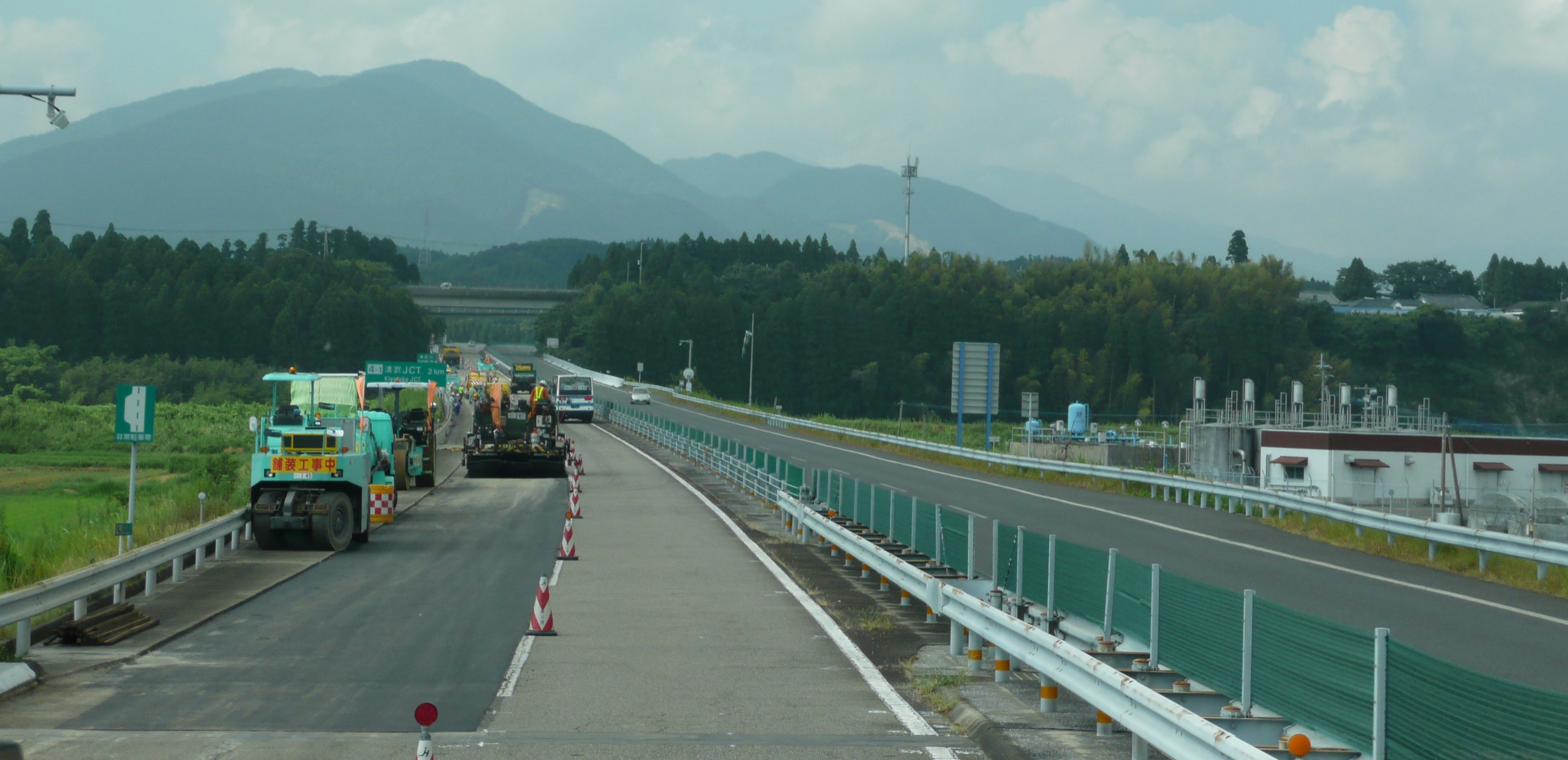
清武町付近の上り線
（宮崎県宮崎市）

※2013年8月1日午前10時より、一部区間において最高速度規制の引き上げ試行が行われている。対象区間は高原IC - 山之口SA間（約26 km）と片井野トンネル東坑口 - 宮崎本線料金所間（約14 km）で、それまでの指定最高速度の80 km/h規制から高速自動車国道の法定最高速度である100 km/hに引き上げられた。

### サービスエリア・パーキングエリア
宮崎道にはサービスエリア (SA) とパーキングエリア (PA) が2ヶ所ずつ（霧島SA・日向高崎PA・山之口SA・清武PA）ある。宮崎道で売店があるエリアはサービスエリアに限定され、パーキングエリアにはトイレと自動販売機しかない。売店は24時間営業ではない。レストランは山之口SAには無く、霧島SAにのみ設置されている。
また、霧島SAの給油所が2009年3月31日に廃止されたことで宮崎道には給油所は設置されていなかったが、2014年3月の東九州道 延岡 - 宮崎間の全線開通で宮崎道の通行量が増加したことや、延岡から鹿児島方面へ向かう場合に200 km以上給油が不可能になることが問題視され、同年7月31日より霧島SAの給油所が営業を再開した。再開後暫くは24時間営業だったが、現在は上り・下りとも8時から20時までの営業となっている。

### トンネル
トンネルは、山之口SA - 田野IC間の2箇所のみとなっている。
- 天神トンネル : 上り線1,670 m 下り線1,648 m
- 片井野トンネル：上り線662 m 下り線694 m

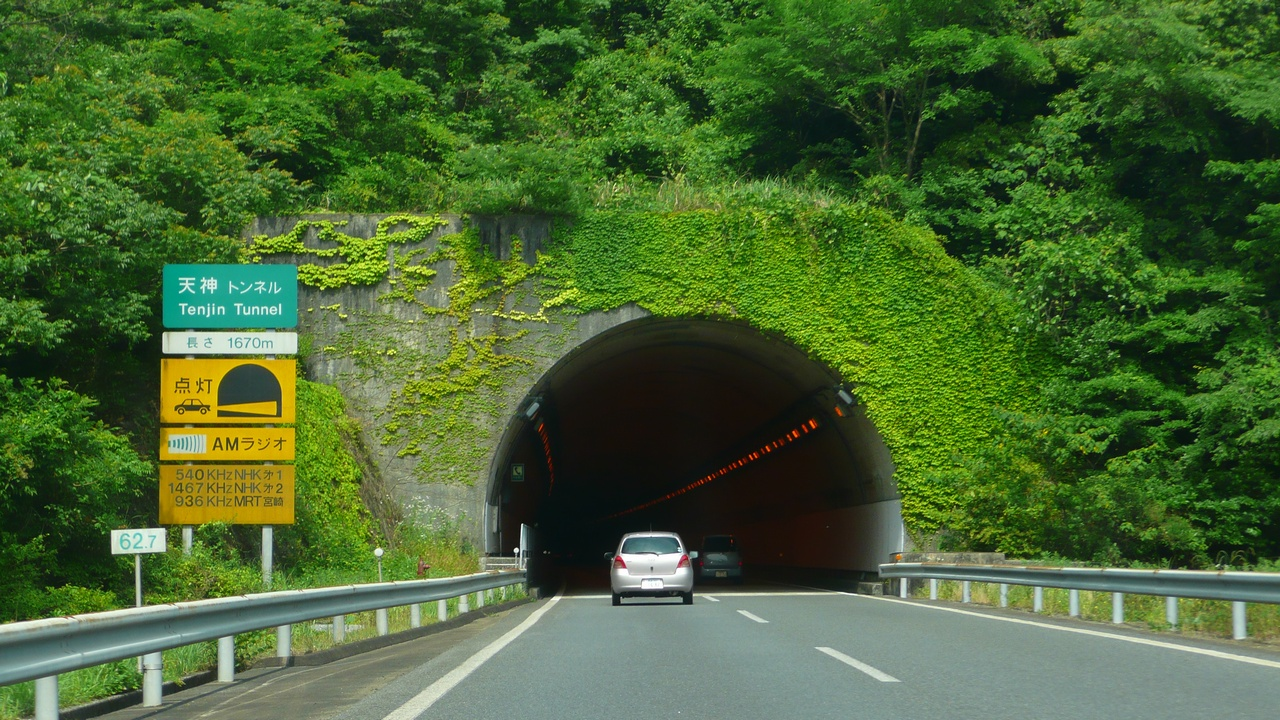
天神トンネル上り線入口

| 区間名             | 上り線 | 下り線 |
| ------------------ | ------ | ------ |
| えびのJCT - 都城IC | 0      | 0      |
| 都城IC - 田野IC    | 2      | 2      |
| 田野IC - 宮崎IC    | 0      | 0      |
| 合計               | 2      | 2      |

### 道路管理者
- NEXCO西日本九州支社
  - 宮崎高速道路事務所 : 全線

### 交通量
24時間交通量（台）　道路交通センサス
| 区間                 | 平成17（2005）年度 | 平成22（2010）年度 | 平成27（2015）年度 | 令和3（2021）年度 |
| -------------------- | ------------------ | ------------------ | ------------------ | ----------------- |
| えびのJCT - 小林IC   | 08,249             | 08,353             | 09,108             | 07,315            |
| 小林IC - 高原IC      | 07,721             | 08,001             | 08,504             | 07,104            |
| 高原IC - 都城IC      | 07,620             | 08,211             | 08,365             | 06,802            |
| 都城IC - 山之口SASIC | 13,182             | 14,018             | 14,375             | 11,071            |
| 山之口SASIC - 田野IC | 13,182             | 14,018             | 14,375             | 12,839            |
| 田野IC - 清武JCT     | 13,471             | 14,607             | 14,781             | 14,811            |
| 清武JCT - 宮崎IC     | 09,757             | 09,836             | 10,660             | 10,315            |

（出典：「平成22年度道路交通センサス」・「平成27年度全国道路・街路交通情勢調査」・「令和3年度全国道路・街路交通情勢調査」（国土交通省ホームページ）より一部データを抜粋して作成）
- 令和2年度に実施予定だった交通量調査は、新型コロナウイルスの影響で延期された[9]。

## 地理

### 通過する自治体
- 宮崎県
  - えびの市 - 小林市 - 西諸県郡高原町 - 都城市 - 西諸県郡高原町 - 都城市 - 宮崎市

### 接続する高速道路
- E3 九州自動車道（えびのJCTで接続）
- E10 E78 東九州自動車道（清武JCTで接続）

## ギャラリー

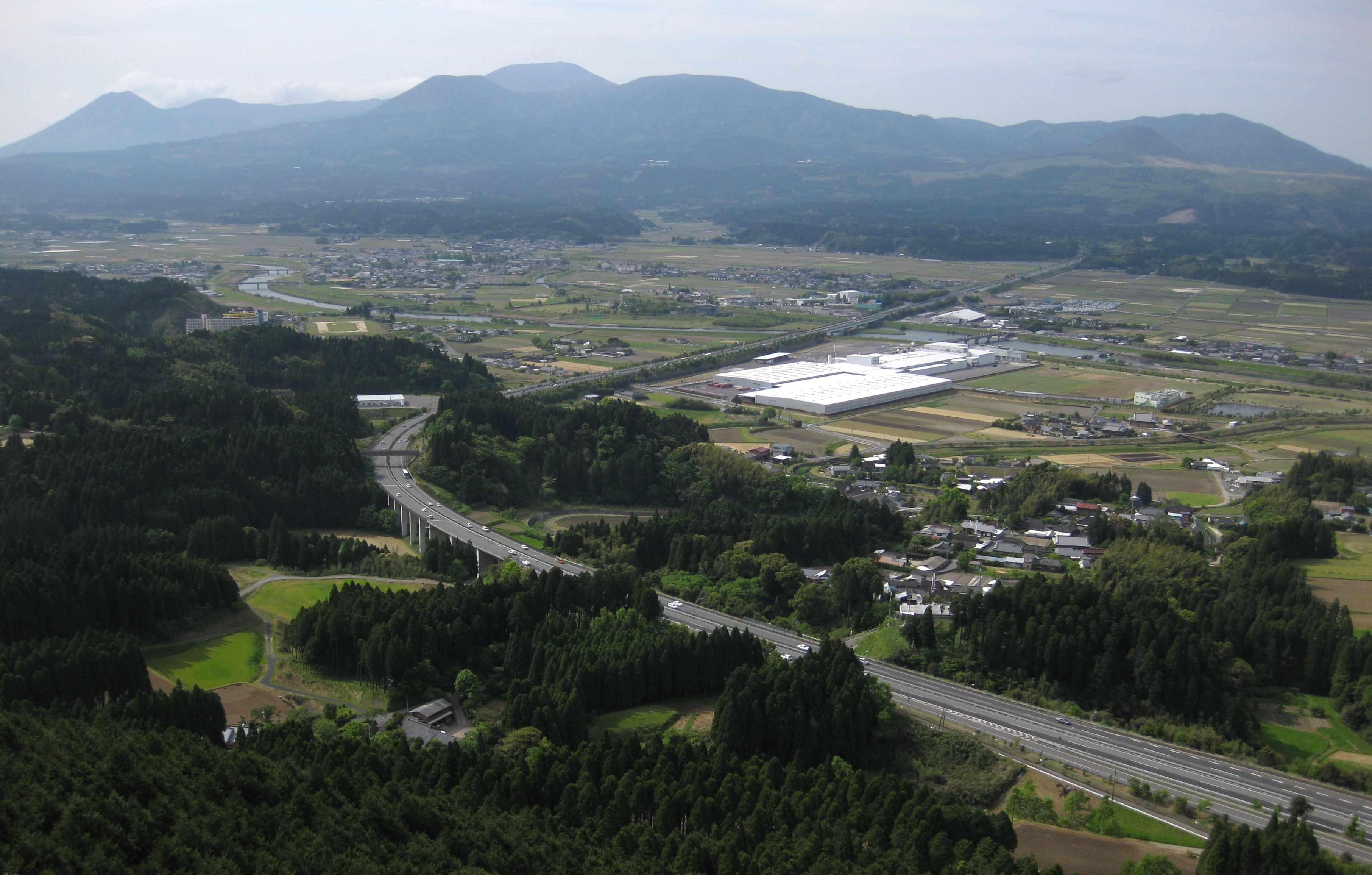
えびのJCT （宮崎県えびの市）
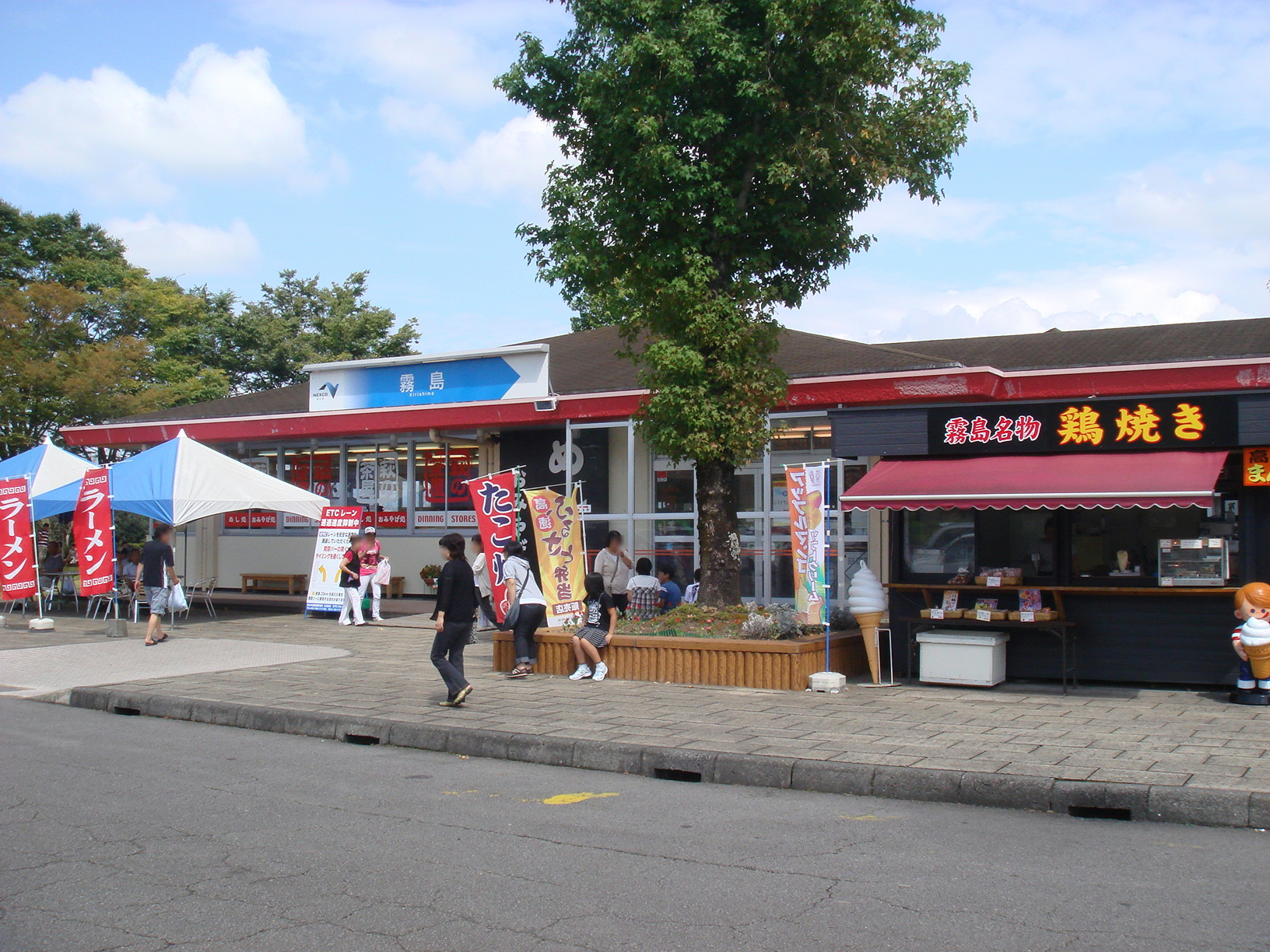
霧島SA （宮崎県小林市）
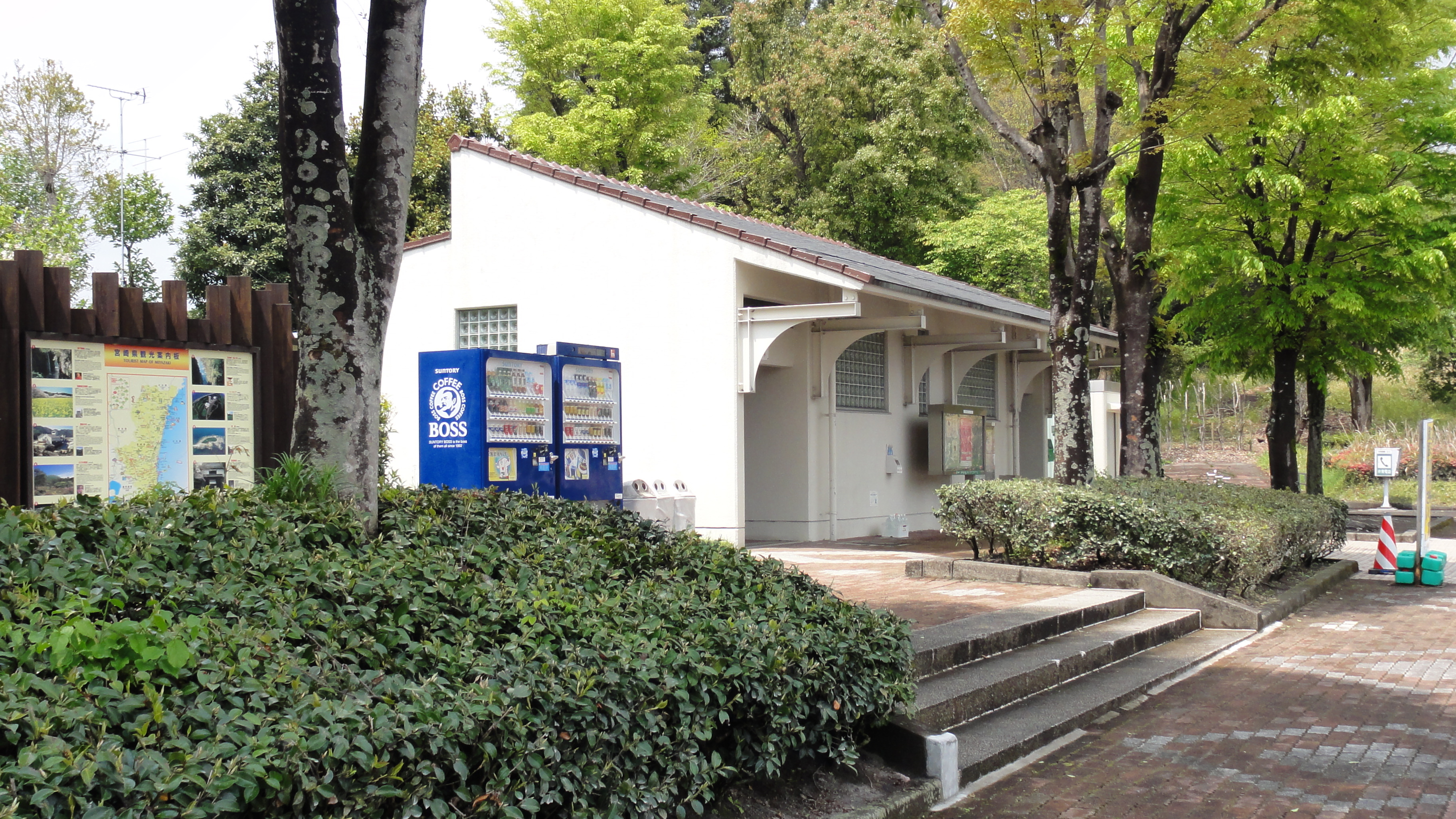
日向高崎PA （宮崎県都城市）
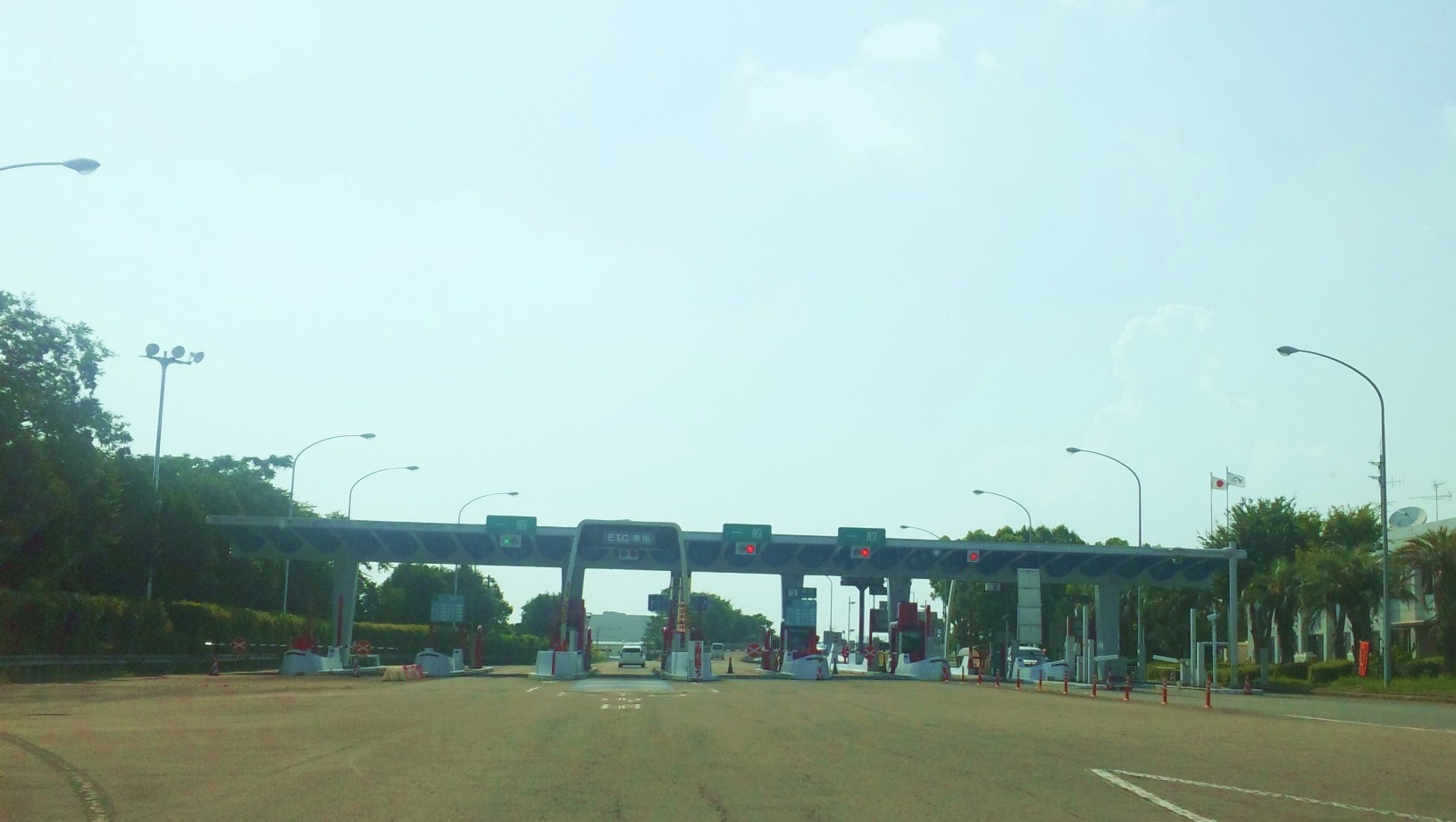
都城IC料金所 （宮崎県都城市）
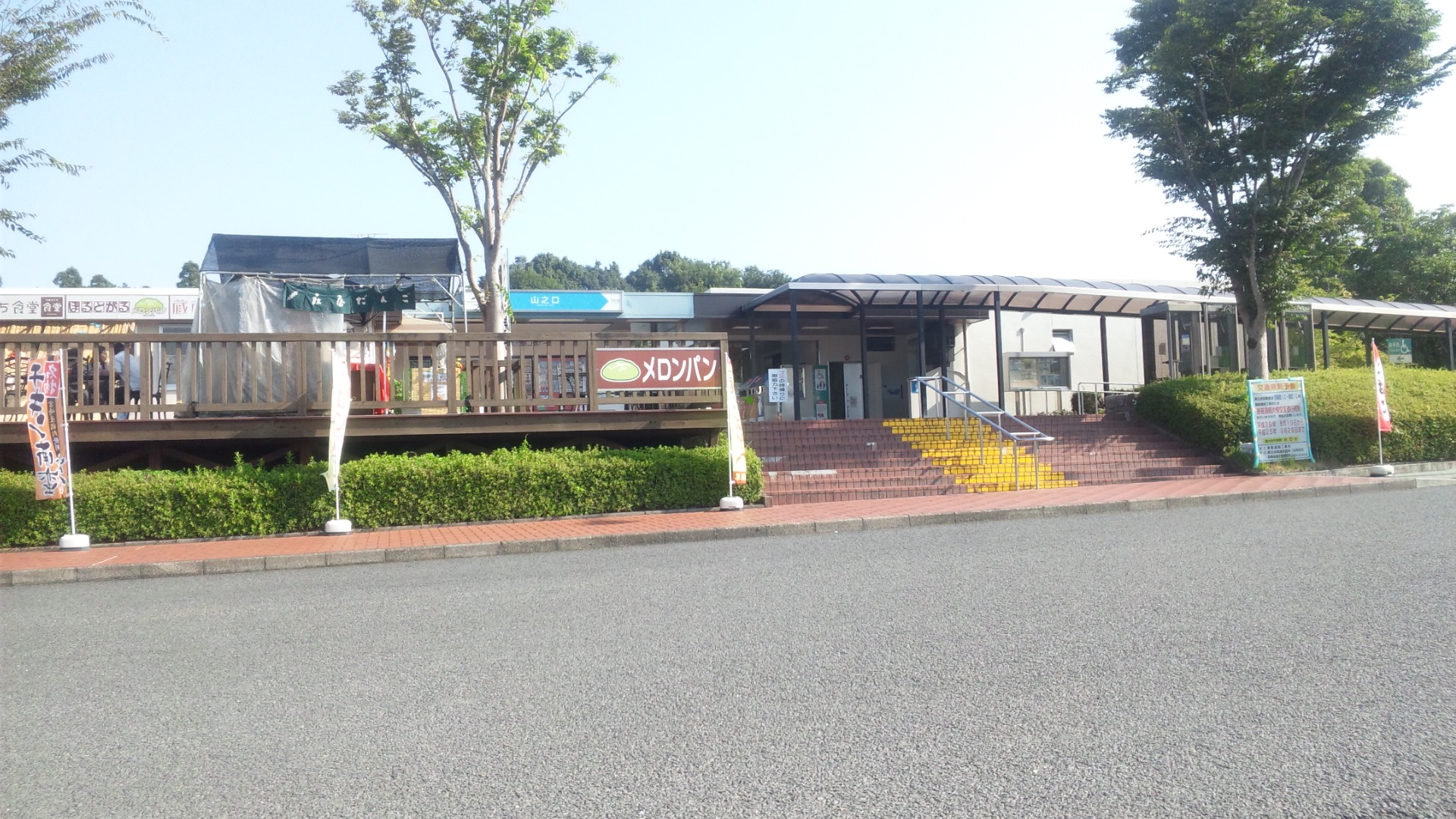
山之口SA （宮崎県都城市）
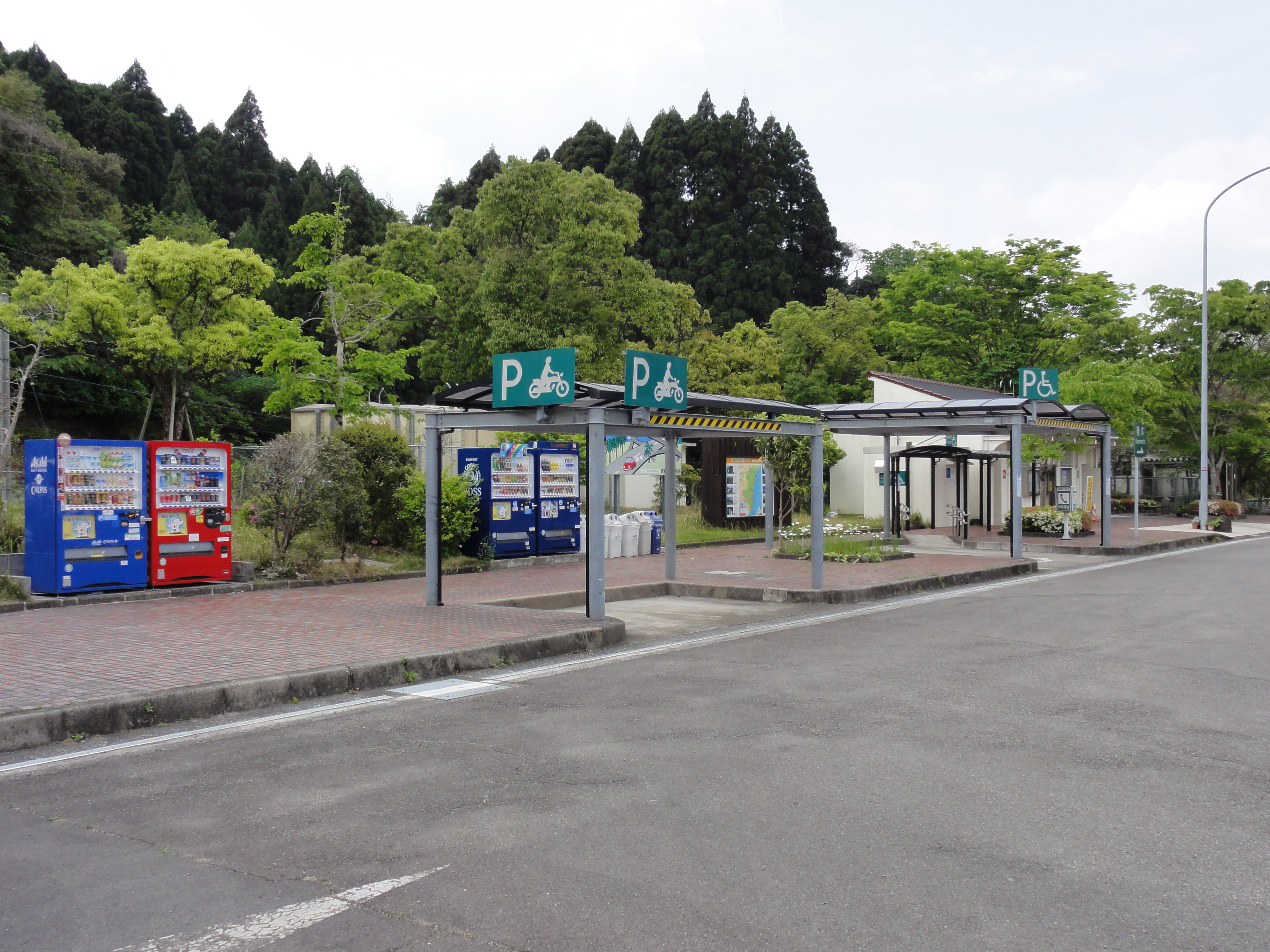
清武PA （宮崎県宮崎市）